# Cingular Wireless
Para ver a empresa antes da fusão com a Cingular, consulte AT&T Wireless.
A Cingular Wireless, nome fantasia da AT&T Mobility LLC, é a subsidiária de telefonia móvel da AT&T. A companhia é a segunda maior companhia do gênero nos Estados Unidos e em Porto Rico (depois da Verizon Wireless), com mais de 80 milhões de assinantes. Antigamente uma joint venture entre a AT&T e a BellSouth, a companhia está sob comando total da AT&T desde dezembro de 2006 como resultado da aquisição da BellSouth por parte da AT&T. (A Claro Puerto Rico é uma parceria com a Verizon Wireless).
A divisão está no processo de rebranding, para refletir seu novo comando. A divisão empresarial foi renomeada imediatamente, e a divisão para o usuário final mudará para "AT&T" ou uma variante do nome até o final de 2007. Até que tudo seja aprovado e o público esteja familiarizado com a nova marca, o nome "Cingular" continuará a ser utilizado nas lojas e comerciais durante uma transição envolvendo o nome das duas marcas, cuja duração prevista é de vários meses. Esse processo começou em 15 de janeiro de 2007.